# Luxiaria turpisaria
Luxiaria turpisaria är en fjärilsart som beskrevs av Walker 1861. Luxiaria turpisaria ingår i släktet Luxiaria och familjen mätare. Inga underarter finns listade i Catalogue of Life.